# Omont (Ardennes)
Pour l’article ayant un titre homophone, voir Aumont.
Omont est une commune française, située dans le département des Ardennes en région Grand Est. Elle a la particularité d'avoir été le chef-lieu de canton comptant le moins d'habitants[réf. nécessaire].

## Géographie
|         | Villers-le-Tilleul     |           |
| Baâlons | Omont                  | Vendresse |
| Chagny  | Bairon et ses environs |           |

### Hydrographie
La commune est dans le bassin versant de la Meuse au sein du bassin Rhin-Meuse. Elle est drainée par le ruisseau de Bairon, le ruisseau le Donjon, le ruisseau de Cocatry, le ruisseau de L Étang des Vivaubieres, le ruisseau des Petits Étangs, le ruisseau des Aules et le ruisseau du Batardeau,.
Le ruisseau de Bairon, d'une longueur de 25 km, prend sa source dans la commune de La Horgne et se jette  dans la Bar à Tannay, après avoir traversé neuf communes.
Le ruisseau le Donjon, d'une longueur de 12 km, prend sa source dans la commune et se jette dans la Bar à Chémery-Chéhéry, après avoir traversé trois communes.

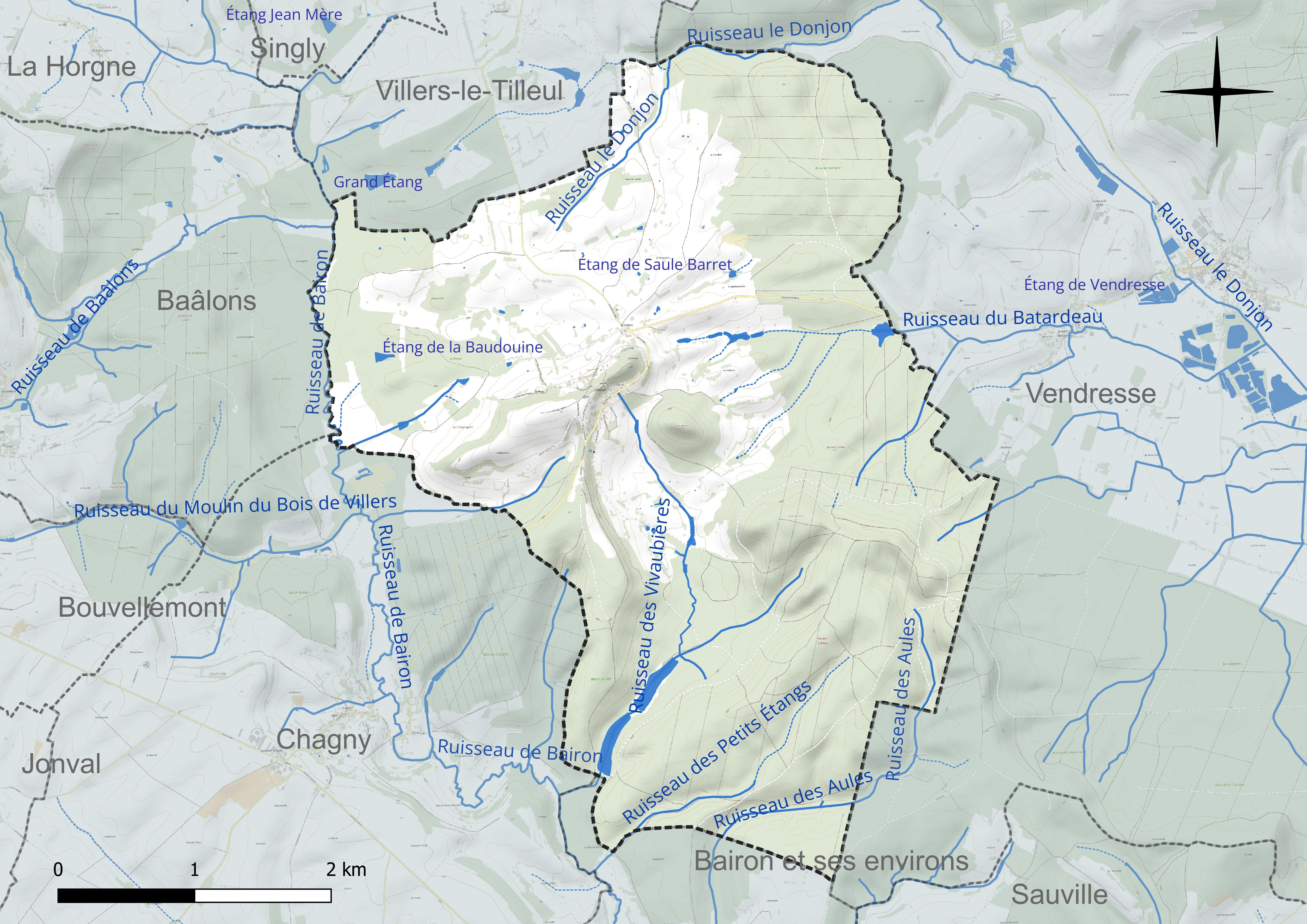
Réseau hydrographique d'Omont.

Trois plans d'eau complètent le réseau hydrographique : l'étang de la Baudouine (0,6 ha), l'étang de Saule Barret (0,2 ha) et l'étang des Vivaubières (4 ha),.

### Climat
Pour des articles plus généraux, voir Climat du Grand Est et Climat des Ardennes.
En 2010, le climat de la commune est de type climat de montagne, selon une étude du Centre national de la recherche scientifique s'appuyant sur une série de données couvrant la période 1971-2000. En 2020, Météo-France publie une typologie des climats de la France métropolitaine dans laquelle la commune est exposée à un climat océanique altéré et est dans une zone de transition entre les régions climatiques « Nord-est du bassin Parisien » et « Lorraine, plateau de Langres, Morvan ».
Pour la période 1971-2000, la température annuelle moyenne est de 9,6 °C, avec une amplitude thermique annuelle de 15,8 °C. Le cumul annuel moyen de précipitations est de 974 mm, avec 13,9 jours de précipitations en janvier et 9,7 jours en juillet. Pour la période 1991-2020, la température moyenne annuelle observée sur la station météorologique de Météo-France la plus proche, « Launois-sur-Vence_sapc », sur la commune de Launois-sur-Vence à 15 km à vol d'oiseau, est de 10,5 °C et le cumul annuel moyen de précipitations est de 889,5 mm. 
La température maximale relevée sur cette station est de 39,4 °C, atteinte le 25 juillet 2019 ; la température minimale est de −12,8 °C, atteinte le 7 février 2012,,.
Les paramètres climatiques de la commune ont été estimés pour le milieu du siècle (2041-2070) selon différents scénarios d'émission de gaz à effet de serre à partir des nouvelles projections climatiques de référence DRIAS-2020. Ils sont consultables sur un site dédié publié par Météo-France en novembre 2022.

## Urbanisme

### Typologie
Au 1er janvier 2024, Omont est catégorisée commune rurale à habitat dispersé, selon la nouvelle grille communale de densité à 7 niveaux définie par l'Insee en 2022.
Elle est située hors unité urbaine. Par ailleurs la commune fait partie de l'aire d'attraction de Charleville-Mézières, dont elle est une commune de la couronne,. Cette aire, qui regroupe 132 communes, est catégorisée dans les aires de 50 000 à moins de 200 000 habitants,.

### Occupation des sols
L'occupation des sols de la commune, telle qu'elle ressort de la base de données européenne d’occupation biophysique des sols Corine Land Cover (CLC), est marquée par l'importance des forêts et milieux semi-naturels (62,6 % en 2018), une proportion sensiblement équivalente à celle de 1990 (61,9 %). La répartition détaillée en 2018 est la suivante : 
forêts (62,6 %), prairies (35,1 %), zones agricoles hétérogènes (2,2 %). L'évolution de l’occupation des sols de la commune et de ses infrastructures peut être observée sur les différentes représentations cartographiques du territoire : la carte de Cassini (XVIIIe siècle), la carte d'état-major (1820-1866) et les cartes ou photos aériennes de l'IGN pour la période actuelle (1950 à aujourd'hui).

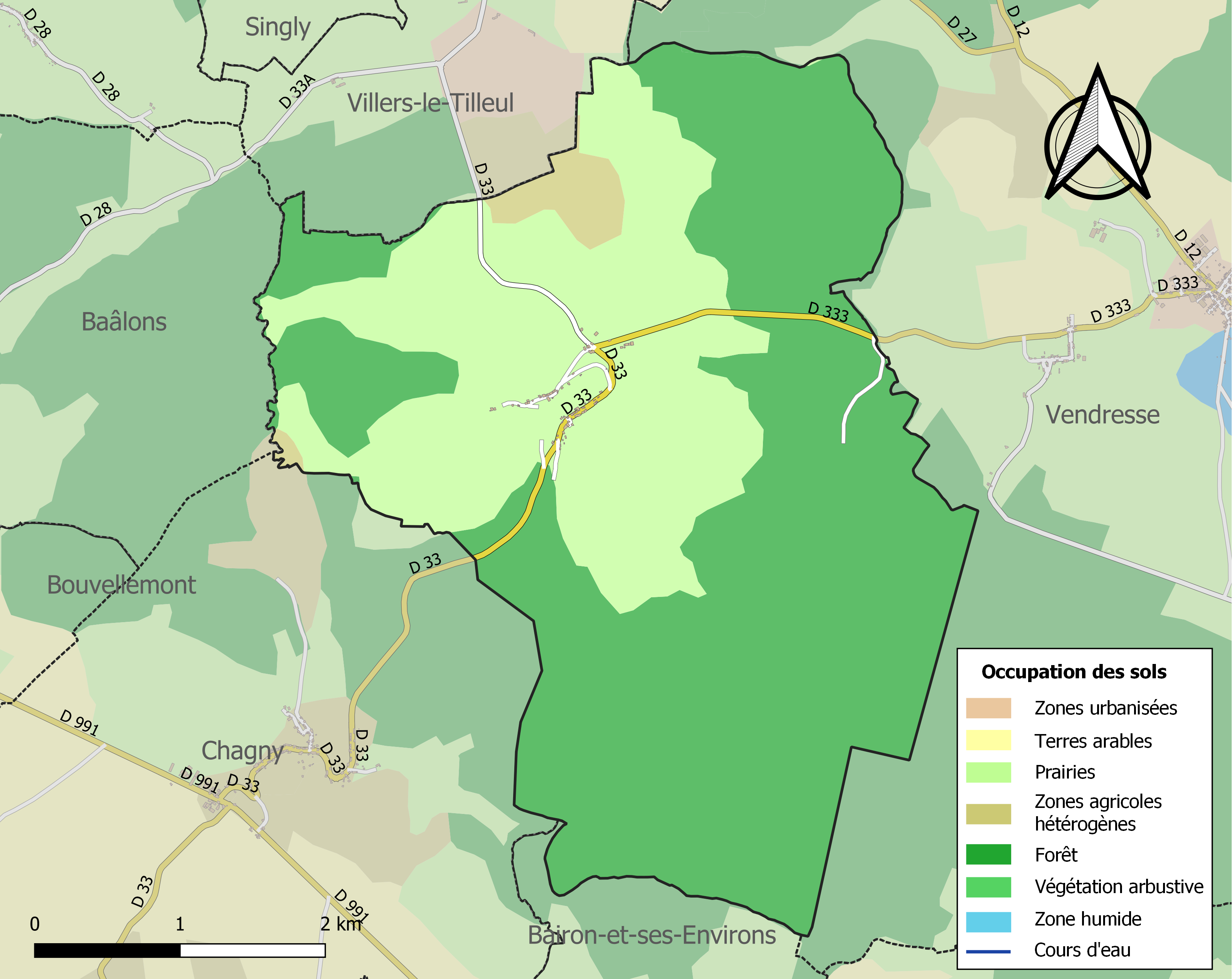
Carte des infrastructures et de l'occupation des sols de la commune en 2018 (CLC).

## Histoire
Anciennement le plus petit chef-lieu de canton du département[réf. nécessaire]. Occupée sans interruption depuis le IVe siècle, haut-lieu féodal, siège de l'une des huit prévôtés du Rethélois, Omont faisait partie du duché de Mazarin créé en 1663 pour Armand-Charles de La Porte de La Meilleraye, duc de Mazarin (dit de Rethélois-Mazarini) et pair de France, époux d'Hortense Mancini, nièce de Mazarin.

## Politique et administration

### Liste de maires
| Période                                  | Période   | Identité              | Étiquette    | Qualité           |
| ---------------------------------------- | --------- | --------------------- | ------------ | ----------------- |
| 1877                                     | ?         | Warnesson             |              |                   |
| mars 2001                                | mars 2008 | Patrice Garrec        |              |                   |
| mars 2008                                | mars 2014 | Jean-Pierre Groussard |              |                   |
| mars 2014                                | 2020      | Jean-Paul Terrisse    | EELV puis SE | Commerçant        |
| 2020                                     | En cours  | Thierry Husson        |              | Chef d'entreprise |
| Les données manquantes sont à compléter. |           |                       |              |                   |

### Élections municipales
Au premier tour, en mars 2020, seules 5 personnes étaient sur la seule liste sur les sept sièges possibles.Au second tour, deux personnes complémentaires ont été élues, dont Thierry Husson désigné ensuite comme maire au premier conseil,.

## Démographie
L'évolution du nombre d'habitants est connue à travers les recensements de la population effectués dans la commune depuis 1793. Pour les communes de moins de 10 000 habitants, une enquête de recensement portant sur toute la population est réalisée tous les cinq ans, les populations de référence des années intermédiaires étant quant à elles estimées par interpolation ou extrapolation. Pour la commune, le premier recensement exhaustif entrant dans le cadre du nouveau dispositif a été réalisé en 2007.

En 2022, la commune comptait 72 habitants, en évolution de −12,2 % par rapport à 2016 (Ardennes : −2,97 %, France hors Mayotte : +2,11 %).
| 1793 | 1800 | 1806 | 1821 | 1831 | 1836 | 1841 | 1846 | 1851 |
| ---- | ---- | ---- | ---- | ---- | ---- | ---- | ---- | ---- |
| 432  | 478  | 507  | 533  | 581  | 516  | 504  | 507  | 492  |

| 1866 | 1872 | 1876 | 1881 | 1886 | 1891 | 1896 | 1901 | 1906 |
| ---- | ---- | ---- | ---- | ---- | ---- | ---- | ---- | ---- |
| 421  | 415  | 400  | 360  | 333  | 312  | 301  | 300  | 287  |

| 1911 | 1921 | 1926 | 1931 | 1936 | 1946 | 1954 | 1962 | 1968 |
| ---- | ---- | ---- | ---- | ---- | ---- | ---- | ---- | ---- |
| 257  | 174  | 215  | 200  | 150  | 103  | 88   | 86   | 61   |

| 1975 | 1982 | 1990 | 1999 | 2006 | 2007 | 2012 | 2017 | 2022 |
| ---- | ---- | ---- | ---- | ---- | ---- | ---- | ---- | ---- |
| 44   | 42   | 52   | 98   | 93   | 92   | 81   | 84   | 72   |

## Héraldique
| Armes de Omont | Les armes de Omont se blasonnent ainsi : De gueules à la lettre O capitale d’or surmontée de deux râteaux démanchés de six dents du même. |

## Lieux et monuments
- L'église des Saints-Innocents

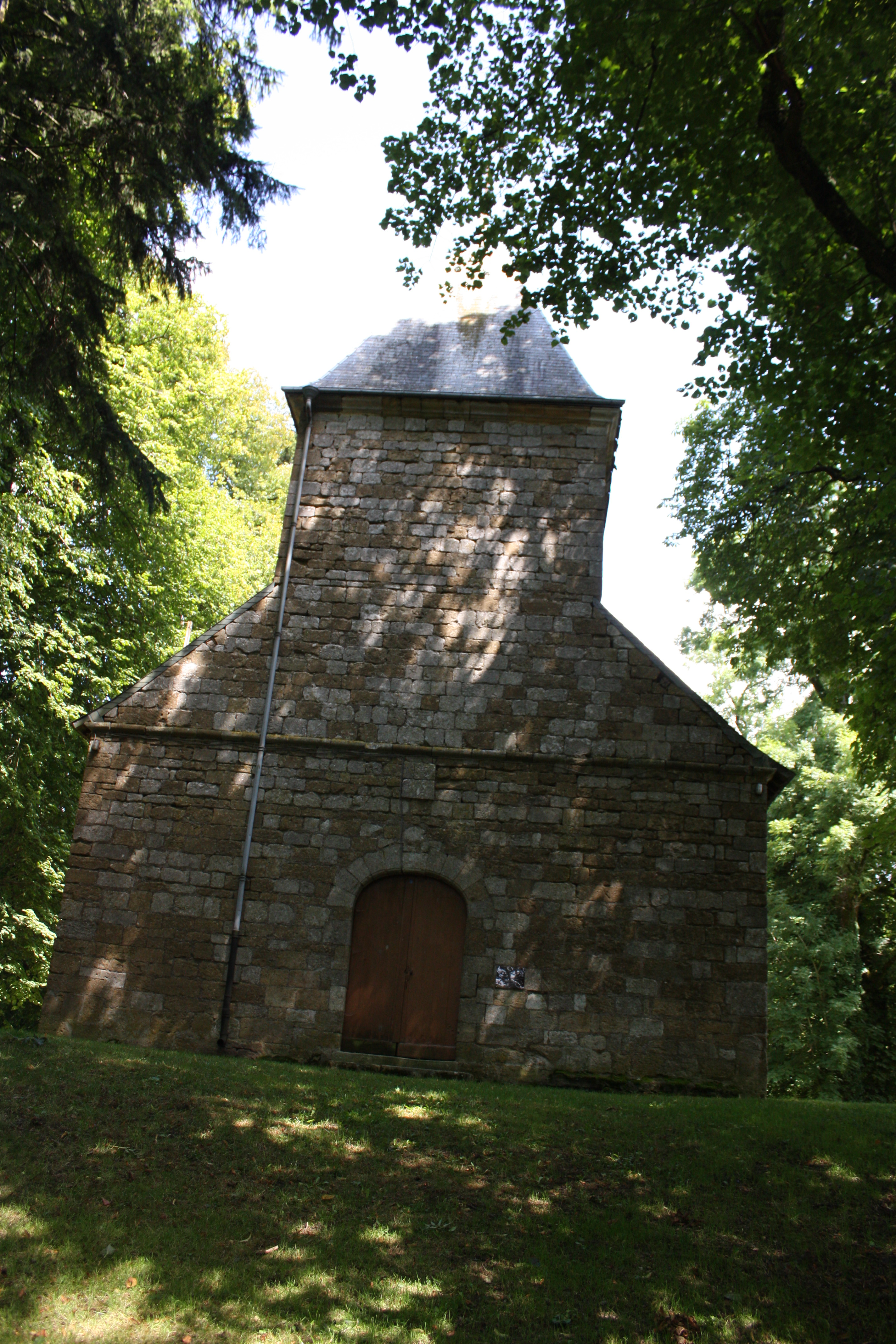
Église des Saints-Innocents.
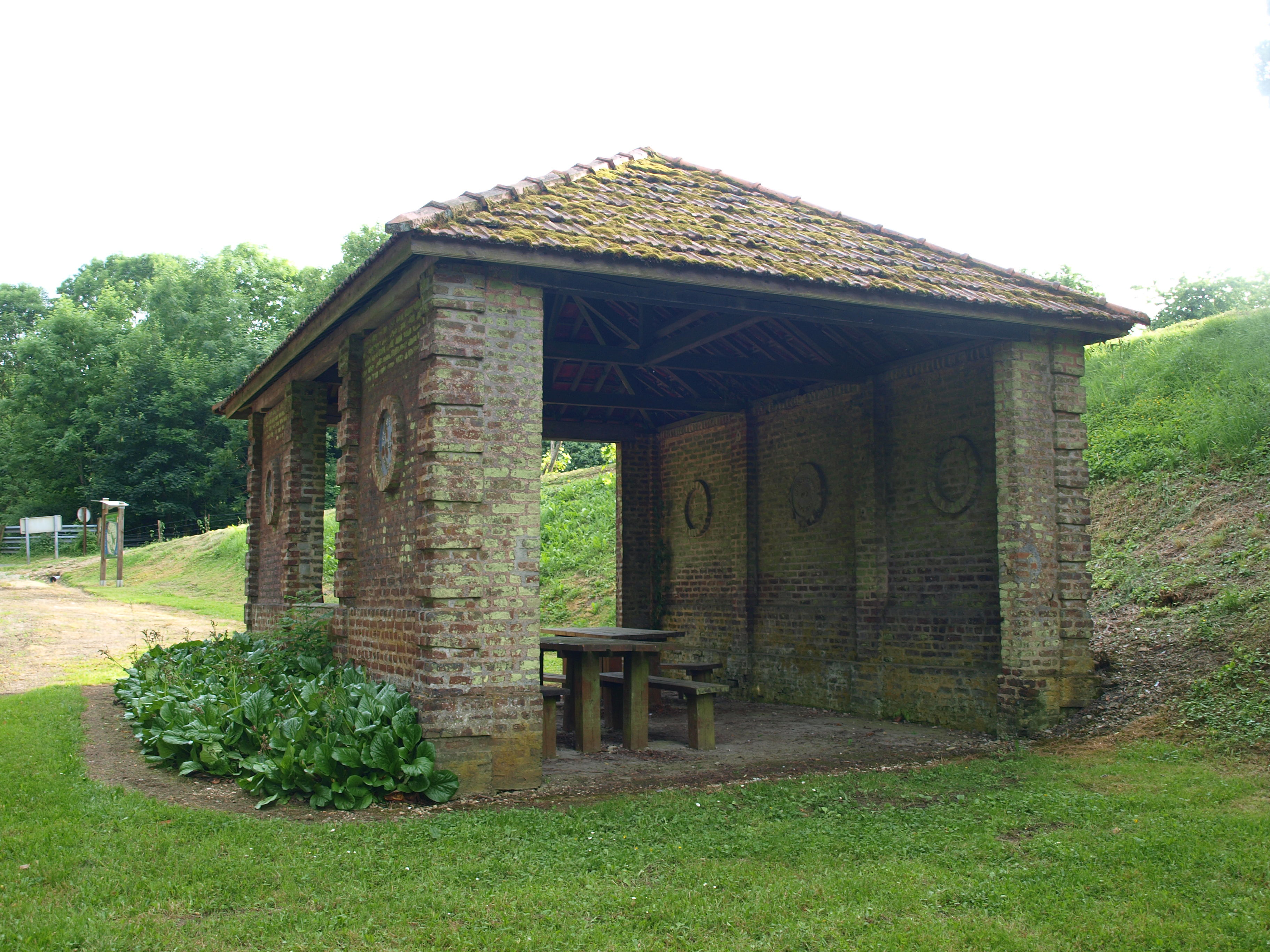
Le dépôt des Ponts-et-Chaussées recyclé en abri pour touristes.
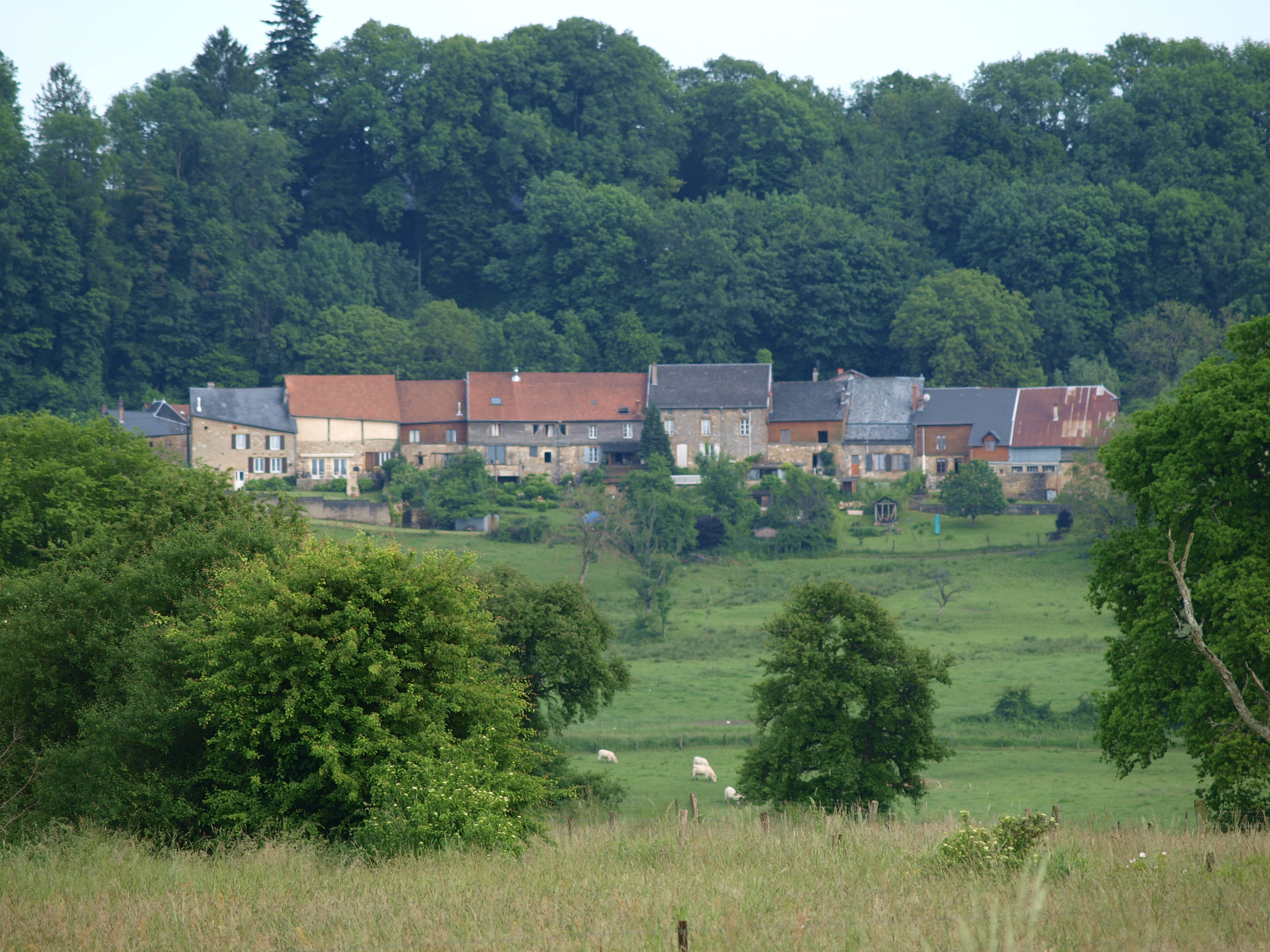
Le village du côté de Villers-le-Tilleul.

## Personnalités liées à la commune
- Camille Renault, sculpteur français, Satrape du Collège de 'Pataphysique, est né à Omont  le 10 octobre 1866 – mort à Attigny le 4 octobre 1954. Jean-Baptiste-Charles-Camille Renault naît à Omont, où son père exerce le métier de marchand, puis de clerc de notaire. Après de courtes études à la pension Glattigny de Vouziers, vers 14–15 ans, Camille Renault suit un apprentissage au buffet de la gare de Charleville-Mézières pour devenir cuisinier (1880-1881), puis exerce dans plusieurs restaurants parisiens réputés.